# Calle Arquitecto Vandelvira
La calle Arquitecto Vandelvira es una arteria viaria de la ciudad española de Albacete.
Con más de 800 metros de longitud, se extiende entre el parque Abelardo Sánchez, donde conecta con el paseo Simón Abril, y la plaza de Pablo Picasso, lugar de confluencia de las calles Francisco Pizarro, Donantes de Sangre, María Marín y Hermanos Jiménez, junto con la que conforma una de las vías más importantes de la ciudad, de 1,5 km, que une el centro con el barrio Feria y la principal que discurre atravesando el Ensanche de la capital.
Es una de las calles más comerciales y transitadas de la ciudad. Recibe su nombre en honor al arquitecto renacentista Andrés de Vandelvira, con raíces albaceteñas.

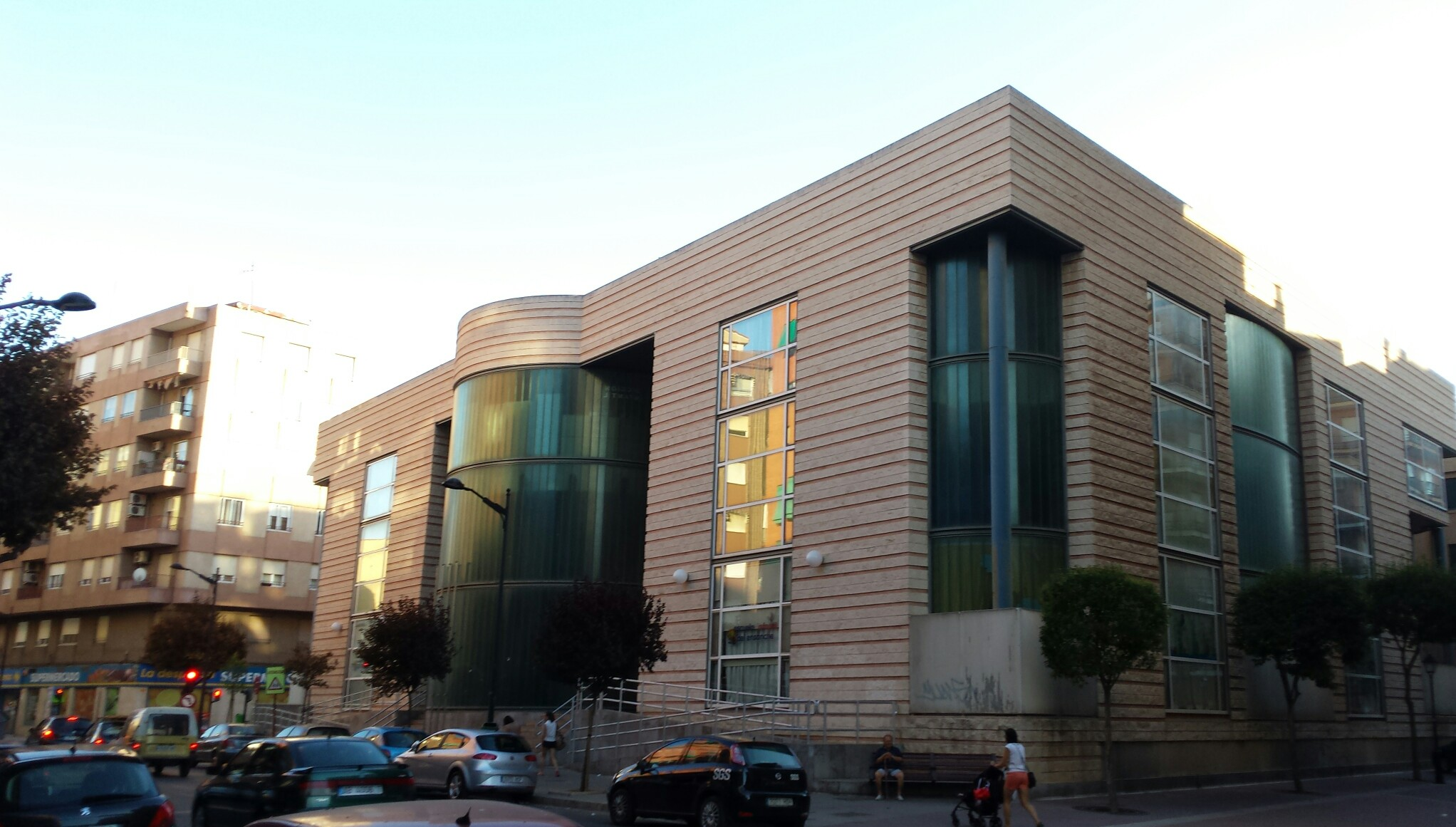
Centro Cultural El Ensanche

Entre los lugares de interés que se encuentran en la castiza calle están el Centro Cultural El Ensanche de la capital, edificio de estilo moderno inaugurado en 1995, la Clínica Nuestra Señora del Rosario o el parque Abelardo Sánchez, que con 120 000 m², es el más grande de la ciudad.